# Vilajet
Vilajet (turško vilâyet  [vilaːˈjet], iz arabskega ولاية, wilāyah - provinca) je bila največja upravna enota poznega  Osmanskega  cesarstva, uvedena z Zakonom o vilajetih (turško Teşkil-i Vilayet Nizamnamesi), objavljenim 21. januarja 1867. Ustanovitev vilajetov je bila del reform cele osmanske državne uprave,  objavljenih v cesarskem odloku (fermanu) leta 1856. Reformo so poskusno uvedli najprej v Donavskem vilajetu, ustanovljenem prav v ta namen leta 1864. Za njegovega guvernerja je bil imenovan vodilni reformist Midhat Paša. Reforma so uvajali postopoma in jo zaključili leta 1884.
Province so se ptred tem imenovale eyâlet. Leta 1868 je bilo v Osmanskem  cesarstvu 63 vilajetov. Guverner vilajeta se je imenoval vali,  ki je bil lahko paša, beglerbeg, bala, mirimiran, ula eveli, rumbeg, ferik ali vezir. Vilajeti so se delili na manjše upravne enote - sandžake (turško sancak),  ki so jih upravljali begi, znani tudi kot sandžakbegi.
Do priključitve k Avstro-Ogrski leta 1908 je bila eden od vilajetov tudi Bosna. Turške province se sedaj imenujejo il.

## Etimologija
Izraz vilajet izhaja iz arabske besede wilayah ali wilaya, ki pomeni provinco, regijo ali okrožje in nima nobene  upravne konotacije.  V Osmanskem cesarstvu je beseda pomenila specifično upravno enoto.

## Upravna enota
Osmansko cesarstvo je začelo modernizirati svojo državno upravo oziroma ejalete  že v 1840. letih.  Zakon o vilajetih je modernizacijo  razširil na celo osmansko ozemlje in uredil hierarhijo  upravnih enot. Vilajeti pod upravo valijev so bili razdeljeni na sandžake pod mütesarrifi, sandžaki na okrožja (kaza ali liva) pod kajmamami in okrožja na občine (nahiye) pod müdirji.
Vali je bil sultanov zastopnik v vilajetu in zato vrhovni načelnik uprave. Pomagali so mu sekretarji, ki so bili zadolženi za finance (defterdar), korespondenco in arhive (mektubci), stike s tujci, javna dela, kmetijstvo in trgovino. Imenovali so jih resorni ministri.  Valija je skupaj z načelnikom za pravosodje (mufettiş-i hukkam-i Şeri'a) imenoval  izvršni svet vilajeta. Poleg tega sveta je imel vilajet tudi voljen svet province s štirimi člani. Dva od njih sta bila mulimana, dva pa ne.  Valija je v njegovi odsotnosti nadomeščal guverner glavnega sandžaka v vilajetu (merkez sanjak). Podobno so bili organizirani tudi nižji nivoji državne uprave in lokalne verske skupnosti.

## Vilajeti, sandžaki in avtonomne krajine okrog leta 1876[5]
- Vilajet Konstantinopel
- Vilajet Adrianopel drin):  sandžaki Edirne (Odrin), Tekirdağ, Gelibolu, Filibe, Sliven.
- Vilajet Donava: sandžaki Ruse, Varna, Vidin, Tulcea, Turnovo, Sofija, Niš.
- Vilajet Bosna: sandžaki Bosna-Seraj, Zvornik, Banja Luka, Travnik, Bebkèh, Novi Pazar.
- Vilaj Hercegovina: sandžaka Mostar, Gacko.
- Vilajet Solun: sandžaki Solun, Serres, Drama.
- Vilajet Ioannina: sandžaki Ioannina, Tirhala, Ohrid, Preveze, Berat.
- Vilajet Manastir: sandžaki Manastir, Prizren, Skopje, Debar.
- Vilajet Scutari: sandžak Scutari.
- Vilajet Arhipelag: sandžaki Rodos, Midilli, Sakız, Kos, Ciper.
- Vilajet Kreta: sandžaki Chania, Rethymno, Candia, Sfakia, Lasithi.
- Vilajet  Hudavendigar: sandžaki Bursa, Izmit, Karasi, Karahisar-i-Sarip, Kütahya.
- Vilajet Aidin: sandžaki İzmir, Aydın, Saruhan, Menteşe.
- Vilajet Ankara: sandžaki Ankara, Yozgat, Kayseri, Kırşehir.
- Vilajet  Konya: sandžaki Konya, Teke, Hamid, Niğde, Burdur.
- Vilajet  Kastamonu: sandžaki Kastamonu, Boli, Sinop, Çankırı.
- Vilajet  Trebizond: sandžaki Trebizond, Gümüşhane, Batumi, Canik.
- Vilajet  Sivas: sandžaki Sivas, Amasya, Karahisar-ı Şarki.
- Vilajet  Erzurum: sandžaki Erzurum, Tchaldir, Bayezit, Kars, Mouch, Erzincan, Van.
- Vilajet Diyarbekir: sandžaki  Diyarbakır, Mamuret-ul-Aziz, Mardin, Siirt, Malatya.
- Vilajet  Adana: sandžaki  Adana, Kozan, İçel, Paias.
- Vilajet Sirija: sandžaki  Damask, Hama, Bejrut, Tripoli, Hauran, Akka, Belka, Kudus-i-Cherif (Jeruzalem).
- Vilajet Alep: sandžaki  Alep, Maraş, Urfa, Zor.
- Vilajet  Bagdad: sandžaki  Bagdad, Mosul, Sharazor, Sulaymaniyah, Dialim, Kerbela, Helleh, Amara.
- Vilajet  Basra: sandžaki  Basra, Muntafiq, Najd, Hedžas.
- Emirat Meka: Meka, Medina.
- Vilajet Jemen: sandžaki  Sana, Hudaydah, Asir, Ta'izz.
- Vilajet Tripolitanija: sandžaki  Tripoli, Bengazi, Khoms, Djebal gharbiyeh, Fezzan.
- Libanonski mutašarifat
- Kneževina Samos
- Gora Atos (del sandžaka  Solun)

## Vir
- Opća enciklopedija JLZ, VIII., 519, Zagreb 1982